# Castell de Montagut (Sant Julià de Ramis)
El castell de Montagut és un castell al nord-oest del nucli de Sarrià de Ter al terme de Sant Julià de Ramis (Gironès) catalogat com a bé cultural d'interès nacional. El lloc on es troba el castell té un gran valor estratègic, ja que domina tota l'entrada a Girona pel vessant nord, així com la vall de Banyoles i les muntanyes de la Garrotxa.

## Arquitectura
Les restes del castell són datades generalment del segle xiii, d'acord amb la documentació existent, per bé que mostren diverses fases constructives tant d'època medieval com algunes reformes d'època moderna. És probable un origen anterior i del qual en romanguin restes en el subsòl i en part de les estructures visibles actualment.
En conjunt el castell presenta una planta de tendència quadrada, mancant especialment en el sector nord-est. Al seu voltant s'hi intueixen encara les valls excavades en la roca i alguns dels talussos escarpats dels murs perimetrals. El recinte mesuraria, aproximadament, uns 55 m tant d'est a oest com de nord a sud. Probablement el castell disposava de recinte sobirà i de recinte jussà, identificats el primer, i probablement més antic, al sector sud-oest, dominat per la torre, i el segon, amb el pati d'armes i edificacions annexes, als sectors nord i est. Del probable recinte sobirà se'n conserven restes ben visibles en els murs perimetrals, amb diverses espitlleres conservades en el pany meridional i una porta amb restes de lladronera al pany oriental, d'accés al recinte inferior. Del recinte jussà, a part del perímetre emmurallat, és visible una porta espitllerada a la muralla nord, una cisterna al sector occidental i diversos murs en gran part enderrocats.
La torre de l'homenatge se situa al sud-est del castell, formant part del perímetre del recinte sobirà. És de planta rectangular, d'uns 6,5 per 4 metres, amb una longitud interior de 5,47 metres i una amplada de 3,05 metres; el gruix del mur és, a la base, d'uns 120 cm. L'angle sud roman ensorrat. La planta baixa disposa d'una porta a la façana nord i diverses espitlleres; aquesta planta té una alçada de 3,32 m. Al primer pis també hi ha una porta similar, al mateix lateral; a la façana de llevant hi ha una petita finestra d'arc de mig punt, tapiada, potser també existent en el lateral oest. En aquest mur oriental s'hi observa un destacat canvi de parament, entre els 7 i 8 metres d'alçada, que podria indicar l'alçada original, posteriorment sobrealçada. El pis és cobert per una volta amb un forat d'accés al terrat, tot ell coronat per merlets espitllerats (tres a cada façana) i amb restes d'una lladronera en el plom de les portes, a la façana nord.

## Història
La primera referència documental del castell és de l'any 1187 quan hi ha una referència a l'església del castell depenent de l'ardiaca de Girona. Al segle xii el castell estava de ben segur aixecat, perquè el rei Pere II hi va estar com a mínim el 9 d'octubre de 1285, quan l'encomanà a Jofre de Foixà. Posteriorment hi ha referències explícites al castell l'any 1319 i també el 1372, quan apareix com “castrum de Monteacuto de parrochia sancti Juliani de Ramis”. L'any 1385 serví de defensa contra la invasió estrangera de l'Empordà, custodiat per Bernat Desprat i Jaume Sagarriga, a qui Pere III el Cerimoniós els encarrega “fer fossats en lo dit castell, gaytes e altres coses necessàries”. En el segle xv es té coneixement que fou de nou defensa l'any 1412, enfront del comte de Foix, i que l'any 1465 fou pres pels pagesos de remença. El 1809 serví com a punt de vigilància en la Guerra del Francès. S'hi vigilaren els moviments de les tropes franceses, però durant el tercer setge (1809) des del primer moment va ser ocupat per les forces invasores. Possiblement la seva destrucció principal va tenir lloc al llarg de les invasions del segle xviii i durant la Guerra del Francès ja estava arruïnat.